# Vladimir Ignatovski
Vladimir Sergueïevitch Ignatovski (en russe : Владимир Сергеевич Игнатовский), né le 8 mars 1875 (20 mars dans le calendrier grégorien) à Tiflis (Géorgie) et mort le 30 janvier 1942 à Léningrad (Union soviétique), est un physicien russe.

## Biographie
Ignatovski achève ses études universitaires à université de Saint-Pétersbourg en 1906. De 1906 à 1908, il étudie à l'université de Giessen, présentant sa dissertation en 1909. De 1911 à 1914, il enseigne à l'école technique à Berlin. Par la suite, il travaille dans différentes institutions de l'Union soviétique. Il devient ensuite membre correspondant de l'Académie des sciences de Russie. Alexandre Soljenitsyne a rapporté dans L'Archipel du Goulag qu'Ignatovski a été arrêté par des responsables soviétiques sous le motif qu'il avait été recruté par les services secrets allemands en 1909, non pas pour espionner lors de la prochaine guerre (Première Guerre mondiale), mais pour espionner lors de la « guerre après la prochaine guerre » (Seconde Guerre mondiale). Ignatovski a été exécuté en 1942 à Leningrad
Ignatovski a rédigé quelques articles sur la relativité restreinte (RR). En 1910, il est le premier à tenter de dériver la transformation de Lorentz par la théorie des groupes sans le postulat de la constance de la vitesse de la lumière dans le vide (VLV). Selon Wolfgang Pauli et A. I. Miller, Ignatovski est incapable d'identifier la vitesse invariante dans leur transformation avec la VLV. Ils ont donc conclu que les deux postulats sont nécessaires pour dériver les transformations de Lorentz. Cependant, d'autres ont tenté de dériver la RR sans le postulat de la VLV. Ignatovski a aussi étudié le comportement des corps rigides dans le cadre de la RR et a conclu, de façon erronée, que les vitesses plus grandes que la VLV sont possibles. Il a aussi proposé une théorie relativiste hydrodynamique, qui a été analysée par Wolfgang Pauli.
Ignatovski a aussi exploré l'optique, fondant le seul laboratoire d'optique mécanique de l'Union soviétique.

## Publications
- (de) Ignatowsky, W. v., « Reflexion elektromagnetisches Wellen an einem Draht », Annalen der Physik, vol. 323, no 13,‎ 1905, p. 495–522 (DOI 10.1002/andp.19053231305, Bibcode 1905AnP...323..495I)

- (de) Ignatowsky, W. v., « Berichtigung zu der Arbeit: Reflexion elektromagnetischer Wellen an einem Draht », Annalen der Physik, vol. 323, no 15,‎ 1905, p. 1078 (DOI 10.1002/andp.19053231517, Bibcode 1905AnP...323.1078I)

- (de) Ignatowsky, W. v., « Diffraktion und Reflexion, abgeleitet aus den Maxwellschen Gleichungen », Annalen der Physik, vol. 328, no 10,‎ 1907, p. 875–904 (DOI 10.1002/andp.19073281005, Bibcode 1907AnP...328..875I)

- (de) Ignatowsky, W. v., « Berechnung des Widerstandes eines Drahtes bei der Reflexion von elektromagnetischen Wellen », Annalen der Physik, vol. 328, no 10,‎ 1907, p. 905–906 (DOI 10.1002/andp.19073281006, Bibcode 1907AnP...328..905I)

- (de) Ignatowsky, W. v., « Diffraktion und Reflexion, abgeleitet aus den Maxwellschen Gleichungen », Annalen der Physik, vol. 330, no 1,‎ 1908, p. 99–117 (DOI 10.1002/andp.19083300108, Bibcode 1908AnP...330...99I)

- (de) Ignatowsky, W. v., « Diffraktion und Reflexion, abgeleitet aus den Maxwellschen Gleichungen », Annalen der Physik, vol. 331, no 10,‎ 1908, p. 1031–1032 (DOI 10.1002/andp.19083311012, Bibcode 1908AnP...331.1031I)

- (de) Ignatowsky, W. v., « Der starre Körper und das Relativitätsprinzip », Annalen der Physik, vol. 338, no 13,‎ 1910, p. 607–630 (DOI 10.1002/andp.19103381309, Bibcode 1910AnP...338..607I, lire en ligne)

- (de) Ignatowsky, W. v., « Einige allgemeine Bemerkungen über das Relativitätsprinzip », Physikalische Zeitschrift, vol. 11,‎ 1910, p. 972–976

- (de) Ignatowsky, W. v., « Bemerkung zu der Arbeit: Der starre Körper und das Relativitätsprinzip », Annalen der Physik, vol. 339, no 2,‎ 1911, p. 373–375 (DOI 10.1002/andp.19113390209, Bibcode 1911AnP...339..373I, lire en ligne)

- (de) Ignatowsky, W. v., « Zur Elastizitätstheorie vom Standpunkt des Relativitätsprinzips », Physikalische Zeitschrift, vol. 12,‎ 1911, p. 164–169

- (de) Ignatowsky, W. v., « Über Überlichtgeschwindigkeit in der Relativitätstheorie », Physikalische Zeitschrift, vol. 12,‎ 1911, p. 776–778

- (de) Ignatowsky, W. v., « Über totale Reflexion », Annalen der Physik, vol. 342, no 5,‎ 1912, p. 901–910 (DOI 10.1002/andp.19123420504, Bibcode 1912AnP...342..901V)

- (de) Ignatowsky, W. v. & Oettinger, E., « Experimentelle Untersuchungen zur Totalreflexion », Annalen der Physik, vol. 342, no 5,‎ 1912, p. 911–922 (DOI 10.1002/andp.19123420505, Bibcode 1912AnP...342..911I)

- (de) Ignatowsky, W. v., « Zur Theorie der Gitter », Annalen der Physik, vol. 349, no 11,‎ 1914, p. 369–436 (DOI 10.1002/andp.19143491103, Bibcode 1914AnP...349..369V)

- (de) Ignatowsky, W. v., « Zur Theorie der Beugung an schwarzen Schirmen und Erwiderung an F. Kottler », Annalen der Physik, vol. 319, no 14,‎ 1925, p. 589–643 (DOI 10.1002/andp.19253821402, Bibcode 1925AnP...382..589I)

- (de) Ignatowsky, W. v., « Zur Theorie der Beugung an schwarzen Schirmen », Annalen der Physik, vol. 388, no 15,‎ 1927, p. 977–978 (DOI 10.1002/andp.19273881506, Bibcode 1927AnP...388..977I)

- (de) Ignatowsky, W. v., « Über doppelpolige Lösungen der Wellengleichung », Mathematische Zeitschrift, vol. 34,‎ 1932, p. 1–34 (DOI 10.1007/BF01180574, lire en ligne)